# Amtsgericht Geseke
Das Amtsgericht Geseke war von 1879 bis 1978 ein Amtsgericht mit Sitz in Geseke.

## Geschichte
In Geseke bestand von 1849 bis 1879 die Gerichtskommission Geseke des Kreisgerichts Lippstadt. Im Rahmen der Reichsjustizgesetze wurden 1879 reichsweit einheitlich Oberlandes-, Land- und Amtsgerichte gebildet. Das königlich preußische Amtsgericht Geseke wurde mit Wirkung zum 1. Oktober 1879 als eines von 17 Amtsgerichten im Bezirk des Landgerichtes Paderborn im Bezirk des Oberlandesgericht Hamm gebildet. Der Sitz des Gerichts war die Stadt Geseke. Sein Gerichtsbezirk umfasste aus dem Kreis Lippstadt den Stadtbezirk Geseke und aus dem Amt Störmede die Gemeindebezirke Bönninghausen, Ehringhausen, Ermsinghausen, Langeneicke, Mönninghausen und Störmede. Am Gericht bestand 1880 eine Richterstelle. Das Amtsgericht war damit ein kleines Amtsgericht im Landgerichtsbezirk.
Mit dem Dritten Gesetz zur Änderung der Organisation der ordentlichen Gerichtsbarkeit vom 11. Juli 1978 wurde das Amtsgericht Geseke zum 31. Dezember 1978 aufgehoben.